# K-Wagen

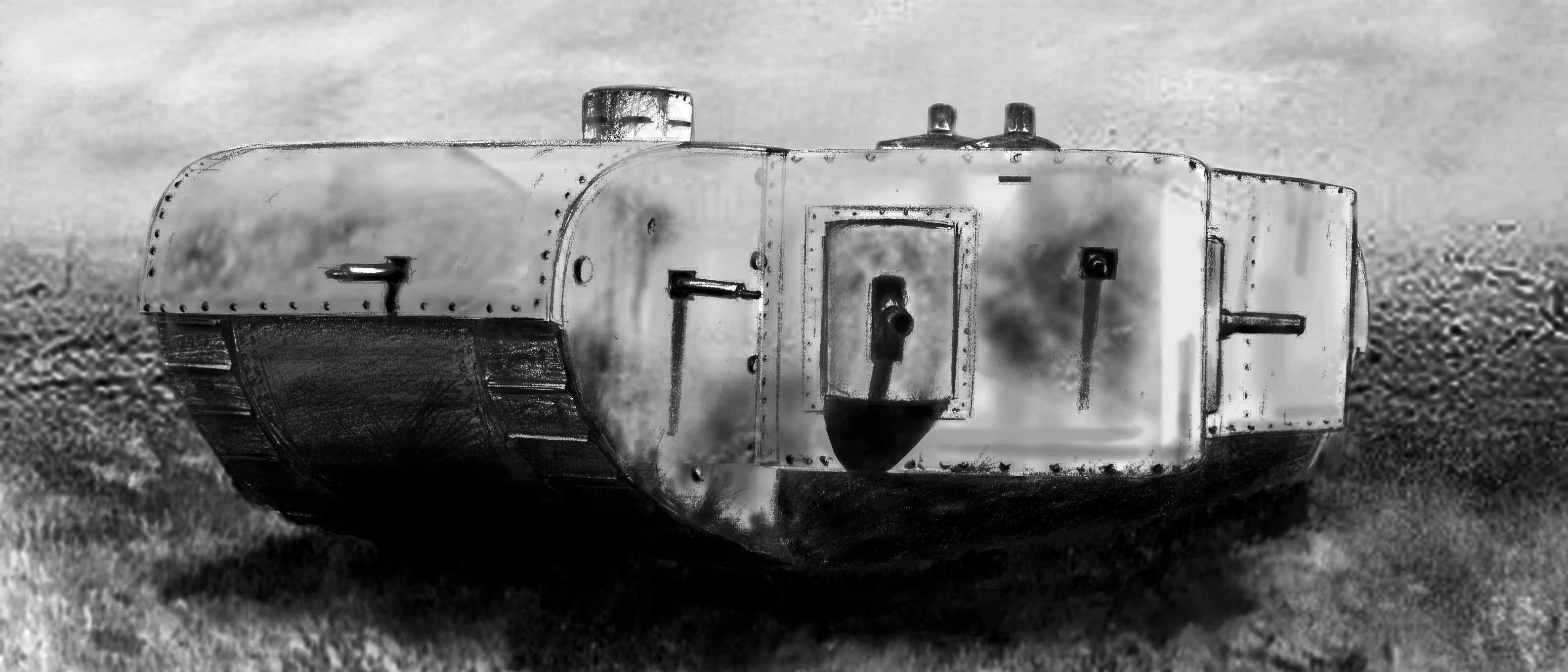
Desenho do K-Wagen

O K-Wagen ou Großkampfwagen foi um tanque super pesado do Império Alemão, finalizado no final de 1918 não teve participação efetiva na Primeira Guerra Mundial. Tinha um peso total de 165 toneladas que depois foram reduzidos para 120 toneladas e velocidade máxima de apenas 8km/h, sua blindagem era de 30 mm e possuía quatro canhões laterais de 77mm cada e mais sete metralhadoras Maxim de 7.92mm.

## Ver Também
- Lista de veículos blindados de combate por país
- Exército
- Forças Armadas
- Tanques